# ره‌شه‌با: باد سیاه
ره‌شه‌با: باد سیاه (کردی: Reṣeba) یک فیلم عراقی به کارگردانی حسین حسن است که در سال ۲۰۱۶ منتشر شد.
فیلم نمایندهٔ عراق در بخش بهترین فیلم خارجی‌زبان نودمین دوره جوایز اسکار بود.